# Mircea Rednic
Mircea Rednic (9 de abril de 1962) é um ex-futebolista e treinador de futebol romeno. 

## Carreira
Como jogador, competiu no Campeonato Europeu de Futebol de 1984.
Atualmente é treinador do Gent na Bélgica.